# Kill Me, Heal Me
Kill Me, Heal Me (킬미, 힐미?, Kilmi, hilmiLR) è una serie televisiva sudcoreana trasmessa su MBC dal 7 gennaio al 12 marzo 2015.

## Trama
Cha Do-hyun ha un'amnesia dissociativa, che gli impedisce di ricordare l'evento traumatico avvenuto quando aveva sette anni, non ricordando la causa dell'incendio che fece entrare in coma suo padre e che, superata la pubertà, gli ha causato un disturbo dissociativo dell'identità. Gli unici a conoscenza della sua malattia sono il suo segretario e il dottor Seok Ho-pil, suo medico curante durante la sua permanenza negli Stati Uniti. Ormai ventottenne, Do-hyun viene richiamato in Corea da sua nonna affinché inizi a lavorare nell'azienda di famiglia. Dovendo celare le sue condizioni ai parenti che ambiscono alla presidenza della compagnia al posto suo, Do-hyun assume Oh Ri-jin, studentessa di psichiatria al primo anno e pupilla del dottor Seok, affinché lo curi in segreto e tenga a bada le sue personalità alternative prima che queste prendano il sopravvento. Do-hyun e Ri-jin s'innamorano pian piano, e contemporaneamente cominciano a recuperare i ricordi perduti da entrambi, dietro i quali si cela apparentemente un'infanzia condivisa e il segreto che la famiglia di Do-hyun nasconde da vent'anni.

## Personaggi

### Personaggi principali
- Cha Do-hyun, interpretato da Ji Sung e Lee Do-hyun (da giovane)
Un uomo d'affari benestante e affettuoso, che ama aiutare gli altri. Le sue altre identità sono:
  - Shin Se-gi: un ventottenne violento e irascibile, appare spesso freddo e distaccato, ma non fa mai del male a donne e bambini. Sopporta tutto il dolore di Do-hyun e ricorda tutto il suo passato.
  - Ferry Park: un quarantenne arzillo amante della pesca, abile nella costruzione di bombe. Parla il dialetto di Jeolla. Il suo nome deriva dal nome della barca che Do-hyun promise di regalare al padre un giorno.
  - Ahn Yo-seob: un diciassettenne taciturno, intelligente e artistico, ma dagli istinti suicidi.
  - Ahn Yo-na: è la sorella gemella di Yo-seob, ha un carattere estroverso, non provando vergogna nei suoi comportamenti ed è maliziosa, ha una passione per gli idol e si prende una cotta per Ri-on. Appare quando Do-hyun è stressato.
  - Na-na: personificazione delle paure infantili di Do-hyun, avente l'aspetto della bambina con cui giocava da piccolo. Na-na era il nome del suo orso di peluche.
  - Mister X: padre di Na-na, compare nell'ultimo episodio per aiutare Do-hyun ad assorbire le altre personalità.
- Oh Ri-jin, interpretata da Hwang Jung-eum e Kim Amy (da giovane).
Sorella gemella di Oh Ri-on, apparentemente elegante e signorile, ma in realtà disordinata e irascibile.
- Oh Ri-on, interpretato da Park Seo-joon e Kim Ye-joon (da giovane)
Fratello gemello di Oh Ri-jin. Spesso scambiato per un sempliciotto buono a nulla che si fa mantenere dai genitori, in realtà è il famoso giallista Omega.
- Cha Ki-joon, interpretato da Oh Min-seok
Cugino di Do-hyun, fidanzato di Chae-yeon e presidente della ID Entertainment, società controllata dal gruppo Seungjin.
- Han Chae-yeon, interpretata da Kim Yoo-ri
Fidanzata di Ki-joon e primo amore di Do-hyun. Non l'ha mai preso in considerazione, ma, quando egli inizia a interessarsi a Ri-jin, si scopre gelosa e inizia a dubitare della propria relazione con Ki-joon.

### Personaggi secondari
- Ahn Gook, interpretato da Choi Won-young
Segretario di Do-hyun, a lui fedele.
- Seok Ho-pil, interpretato da Ko Chang-seok
Medico di Do-hyun e professore di Ri-jin.
- Seo Tae-im, interpretata da Kim Young-ae
Presidentessa del gruppo Seungjin, nonna di Do-hyun e madre di Joon-pyo.
- Shin Hwa-ran, interpretata da Shim Hye-jin
Madre naturale di Do-hyun, amante di suo padre.
- Cha Joon-pyo, interpretato da Ahn Nae-sang
Padre di Do-hyun, in coma.
- Cha Young-pyo, interpretato da Kim Il-woo
Presidente del gruppo Seungjin e padre di Ki-joon.
- Yoon Ja-kyung, interpretata da Kim Na-woon
Madre di Ki-joon.
- Min Seo-yeon, interpretata da Myung Se-bin
Madre registrata di Do-hyun e moglie di Joon-pyo, morta vent'anni in un incidente stradale insieme al suocero.
- Cha Geon-ho, interpretato da Kim Yong-gun
Primo presidente del gruppo Seungjin, marito di Seo Tae-im, morto vent'anni in un incidente stradale.
- Ji Soon-young, interpretata da Kim Hee-jung
Madre di Ri-jin e Ri-on, vecchia amica di Seo-yeon.
- Oh Dae-oh, interpretato da Park Jun-gyu
Padre di Ri-jin e Ri-on.
- Capo sezione Choi, interpretato da Kim Hyeong-beom
Segretario di Ki-joon.
- Alex Kang, interpretato da Baek Cheol-min
Compagno di scuola di Do-hyun quando andava al liceo, ne conosce il segreto e l'ha ricattato in passato.
- Baek Jin-sook, interpretata da Kim Hyun-joo
Madre di Chae-yeon, moglie di un ambasciatore.
- Park Min-jae, interpretato da Lee Si-eon
Dottore all'ospedale Kanghan, collega di Ri-jin,
- Dottore Shin Seon-jo, interpretato da Kang Bong-seong
- Dottore Kang In-gyu, interpretato da Jo Chang-geun
- Infermiera Joo Mi-ro, interpretata da Choi Hyo-eun
- Editor di Omega, interpretato da Heo Ji-woong
Capo di Ri-on, del quale conosce l'identità di scrittore.

## Ascolti
| Episodio | Data di trasmissione | Dati TNSM           | Dati TNSM                  | Dati AGB            | Dati AGB                   |
| Episodio | Data di trasmissione | A livello nazionale | Area metropolitana di Seul | A livello nazionale | Area metropolitana di Seul |
| -------- | -------------------- | ------------------- | -------------------------- | ------------------- | -------------------------- |
| 1        | 7 gennaio 2015       | 8,7%                | 11,1%                      | 9,2%                | 10,3%                      |
| 2        | 8 gennaio 2015       | 8,0%                | 11,2%                      | 8,9%                | 9,6%                       |
| 3        | 14 gennaio 2015      | 8,5%                | 11,3%                      | 10,3%               | 11,2%                      |
| 4        | 15 gennaio 2015      | 8,4%                | 10,4%                      | 9,4%                | 10,8%                      |
| 5        | 21 gennaio 2015      | 8,6%                | 11,3%                      | 9,5%                | 10,5%                      |
| 6        | 22 gennaio 2015      | 9,2%                | 12,3%                      | 9,9%                | 10,9%                      |
| 7        | 28 gennaio 2015      | 9,4%                | 12,0%                      | 9,6%                | 10,6%                      |
| 8        | 29 gennaio 2015      | 9,8%                | 12,3%                      | 11,5%               | 12,5%                      |
| 9        | 4 febbraio 2015      | 10,2%               | 12,5%                      | 10,5%               | 11,3%                      |
| 10       | 5 febbraio 2015      | 10,9%               | 13,5%                      | 11,0%               | 12,2%                      |
| 11       | 11 febbraio 2015     | 11,2%               | 14,7%                      | 10,9%               | 12,0%                      |
| 12       | 12 febbraio 2015     | 10,2%               | 14,1%                      | 11,4%               | 12,3%                      |
| 13       | 18 febbraio 2015     | 11,0%               | 14,1%                      | 10,3%               | 11,1%                      |
| 14       | 19 febbraio 2015     | 10,1%               | 13,2%                      | 9,4%                | 9,6%                       |
| 15       | 25 febbraio 2015     | 11,2%               | 14,6%                      | 10,5%               | 11,3%                      |
| 16       | 26 febbraio 2015     | 10,7%               | 12,8%                      | 10,4%               | 11,2%                      |
| 17       | 4 marzo 2015         | 12,1%               | 15,0%                      | 11,5%               | 12,5%                      |
| 18       | 5 marzo 2015         | 10,6%               | 13,0%                      | 9,8%                | 11,0%                      |
| 19       | 11 marzo 2015        | 10,7%               | 13,4%                      | 9,2%                | 10,0%                      |
| 20       | 12 marzo 2015        | 10,5%               | 13,1%                      | 9,4%                | 10,6%                      |
| Media    | Media                | 10,0%               | 12,8%                      | 10,1%               | 11,1%                      |

## Colonna sonora
1. Auditory Hallucination (환청) – Jang Jae-in feat. NaShow
2. Healing Love – Luna feat. Cho-yi (LU:KUS)
3. Unspeakable Secret (말할 수 없는 비밀) – Moon Myung-jin
4. This Feeling (이런 기분) – Lee Yoo-rim
5. Letting You Go (너를 보낸다) – Park Seo-joon
6. Violet (제비꽃) – Ji Sung
7. Auditory Hallucination (Inst.) (환청 (Inst.))
8. Healing Love (Inst.)
9. Unspeakable Secret (Inst.) (말할 수 없는 비밀 (Inst.))
10. This Feeling (Inst.) (이런 기분 (Inst.))
11. Kill Me
12. I Am Shin Se-gi
13. Beyond Recollection
14. Freak
15. Childhood
16. Who Are You?
17. Driving to the Past
18. I Am Cha Do-hyun
19. Heal Me

## Riconoscimenti
| Anno | Premio                           | Categoria                                                | Ricevente                                              | Risultato       |
| ---- | -------------------------------- | -------------------------------------------------------- | ------------------------------------------------------ | --------------- |
| 2015 | Baeksang Arts Awards             | Miglior drama                                            | Kill Me, Heal Me                                       | Candidato/a     |
| 2015 | Baeksang Arts Awards             | Miglior attore televisivo                                | Ji Sung                                                | Candidato/a     |
| 2015 | Baeksang Arts Awards             | Miglior regista televisivo                               | Kim Jin-man                                            | Candidato/a     |
| 2015 | Baeksang Arts Awards             | Miglior sceneggiatura televisiva                         | Jin Soo-wan                                            | Candidato/a     |
| 2015 | Baeksang Arts Awards             | Attore televisivo più popolare                           | Ji Sung                                                | Candidato/a     |
| 2015 | Baeksang Arts Awards             | Attore televisivo più popolare                           | Park Seo-joon                                          | Candidato/a     |
| 2015 | Baeksang Arts Awards             | Attrice televisiva più popolare                          | Hwang Jung-eum                                         | Candidato/a     |
| 2015 | Seoul International Drama Awards | Miglior attore                                           | Ji Sung                                                | Candidato/a     |
| 2015 | Seoul International Drama Awards | Eccellente drama coreano                                 | Kill Me, Heal Me                                       | Vincitore/trice |
| 2015 | Seoul International Drama Awards | Strepitosa attrice coreana                               | Hwang Jung-eum                                         | Vincitore/trice |
| 2015 | Korea Drama Awards               | Gran premio                                              | Ji Sung                                                | Candidato/a     |
| 2015 | Korea Drama Awards               | Miglior drama                                            | Kill Me, Heal Me                                       | Candidato/a     |
| 2015 | Korea Drama Awards               | Miglior direttore di produzione                          | Kim Jin-man                                            | Candidato/a     |
| 2015 | Korea Drama Awards               | Premio superiore all'eccellenza, attrici                 | Hwang Jung-eum                                         | Candidato/a     |
| 2015 | Korea Drama Awards               | Miglior colonna sonora originale                         | "Auditory Hallucination" di Jang Jae-in (feat. NaShow) | Vincitore/trice |
| 2015 | APAN Star Awards                 | Premio superiore all'eccellenza, attore in una miniserie | Ji Sung                                                | Candidato/a     |
| 2015 | APAN Star Awards                 | Premio superiore all'eccellenza, attore in una miniserie | Park Seo-joon                                          | Candidato/a     |

## Distribuzioni internazionali
| Paese                 | Canale/i                        | Prima TV                  | Titolo adottato |
| --------------------- | ------------------------------- | ------------------------- | --- |
| Hong Kong             | TVB Japanese Drama              | 30 gennaio-3 aprile 2015  | 愛上哪個我 (Colui che amo) |
| Taiwan                | STAR Chinese Channel            | 4 aprile-30 maggio 2015   | 變身情人 (L'amante trasfigurato) |
| Giappone              | KNTV                            | 2015                      | キルミーヒールミー (Kill Me, Heal Me) |
| Singapore             | Jia Le Channel                  | 17 luglio-20 agosto 2015  | Kill Me, Heal Me (Uccidimi, guariscimi) |
| Filippine             | GMA Network                     | 10 maggio-20 luglio 2016  | Love Me, Heal Me (Amami, guariscimi) |
| Vietnam               | VTV3                            | 26 agosto-02 ottobre 2015 | Tìm lại chính mình - 1. 2. 3. - Hyde Jekyll, na - Wikimedia Commons contiene immagini o altri file su Kill Me, Heal Me - (KO) Sito ufficiale, su imbc.com. - (EN) Kill Me, Heal Me, su IMDb, IMDb.com. - (EN) Kill Me, Heal Me, su HanCinema. - (EN) Kill Me, Heal Me, su MyDramaList. - (EN) Kill Me, Heal Me su MBC Global Media \| Controllo di autorità \| J9U (EN, HE) 987007933360805171 \| |
| Controllo di autorità | J9U (EN, HE) 987007933360805171 |                           | |